# Plesko
Plesko je naselje v Občini Hrastnik.